# انتخابات الرئاسة الفرنسية 1995
انتخابات الرئاسة الفرنسية 1995 هي انتخابات رئاسية فرنسية التي جرت في 23 أبريل 1995، و7 مايو 1995، في فرنسا، لانتخاب رئيس الجمهورية الفرنسية، فاز بالانتخابات جاك شيراك.

## المرشحين
| المرشح             | الحزب | عدد الأصوات |
| ------------------ | ----- | ----------- |
| جاك شيراك          |       |             |
| ليونيل جوسبان      |       |             |
| إدوار بالادور      |       |             |
| جان ماري لوبان     |       |             |
| Robert Hue ‏        |       |             |
| أرليت لاجويلر      |       |             |
| فيليب دو فيلييه    |       |             |
| دومينيك فوانيه     |       |             |
| Jacques Cheminade ‏ |       |             |